# Всесоюзные юношеские соревнования спортивных школ молодёжи по современному пятиборью 1960
Всесоюзные юношеские соревнования спортивных школ молодежи по современному пятиборью 1960 года были проведены в городе  Москва с 10 по 14 июля.
Главный судья — судья всесоюзной категории М. М. Сомов.
Соревнования проводились по пятиборью и троеборью, в них приняло участие 79 спортсменов от 14 команд, представлявших города из союзных республик. Медали разыгрывались в лично-командном первенстве. В командном первенстве учитывались результаты пятиборцев и троеборцев.

## Командное первенство
| Дисциплина        | Золото           | Серебро                            | Бронза        |
| Личное первенство | Тбилиси · 17 397 | Санкт-Петербург-Ленинград · 17 178 | Рига · 17 119 |

## Пятиборье. Личное первенство
| Дисциплина        | Золото                                       | Серебро               | Бронза               |
| Личное первенство | Махаринский А. · Санкт-Петербург-Ленинград · | Белецкий Ю. · Иваново | Маканин В. · Тбилиси |

- Итоговая таблица.

| Место | Спортсмен      | Город                     | очки/результат | очки/победы | очки/результат | 300 м очки/результат | 4 км очки/результат | Сумма |
| ----- | -------------- | ------------------------- | -------------- | ----------- | -------------- | -------------------- | ------------------- | ----- |
| 1.    | Махаринский А. | Санкт-Петербург-Ленинград | 1000/4.40,3    | 888/31      | 800/185        | 890/4.22,0           | 1105/14.25,3        | 4683  |
| 2.    | Белецкий Ю.    | Иваново                   | 1000/4.50,0    | 916/32      | 720/181        | 955/4.09,8           | 1078/14.34,5        | 4669  |
| 3.    | Маканин В.     | Тбилиси                   | 955/5.09,8     | 860/30      | 860/188        | 650/5.10,8           | 1102/14.26,3        | 4427  |

- Результаты по видам пятиборья.

 Конный кросс.
| Место | Спортсмен             | Время  | Очки |
| ----- | --------------------- | ------ | ---- |
| 1.    | З. Садаускис · Рига   | 4.19,2 | 1000 |
| 2.    | З. Кононенко · Москва | 4.34,0 | 1000 |
| 3.    | Ю. Акопов · Тбилиси   | 4.34,0 | 1000 |

 Фехтование.
| Место | Спортсмен                               | Победы | Очки |
| ----- | --------------------------------------- | ------ | ---- |
| 1.    | В. Тренкин · Алма-Ата                   | 36     | 1028 |
| 2.    | А. Петросян · Ереван                    | 34     | 972  |
| 3.    | Ю. Белецкий · Иваново                   | 32     | 916  |
| 4.    | А. Левченко · Санкт-Петербург-Ленинград | 32     | 916  |

 Стрельба.
| Место | Спортсмен                                  | Результат | Очки |
| ----- | ------------------------------------------ | --------- | ---- |
| 1.    | В. Маканин · Тбилиси                       | 188       | 860  |
| 2.    | С. Панада · Минск                          | 188       | 860  |
| 3.    | А. Махаринский · Санкт-Петербург-Ленинград | 185       | 800  |

 Плавание.
| Место | Спортсмен                 | Результат | Очки |
| ----- | ------------------------- | --------- | ---- |
| 1.    | Е. Красоткин · Минск      | 4.05,0    | 975  |
| 2.    | Ю. Белецкий · Иваново     | 4.09,8    | 955  |
| 3.    | М. Аудова · Эстония-Тарту | 4.16,6    | 920  |

 Кросс.
| Место | Спортсмен                                  | Результат | Очки |
| ----- | ------------------------------------------ | --------- | ---- |
| 1.    | Ю. Коноваленко · Москва                    | 13.55,9   | 1195 |
| 2.    | Т. Рятсен · Таллин                         | 14.17,1   | 1129 |
| 3.    | А. Махаринский · Санкт-Петербург-Ленинград | 14.25,3   | 1105 |

## Троеборье. Личное первенство
| Дисциплина        | Золото            | Серебро             | Бронза             |
| Личное первенство | Биритис С. · Рига | Тимофеев И. · Минск | Малахов К. · Минск |

- Итоговая таблица.

| Место | Спортсмен   | Город   | очки/результат | 300 м очки/результат | 4 км очки/результат | Сумма |
| ----- | ----------- | ------- | -------------- | -------------------- | ------------------- | ----- |
| 1.    | Биритис С.  | Рига    | 860/188        | 830/4.34,8           | 976/15.08,0         | 2666  |
| 2.    | Тимофеев И. | Минск   | 800/185        | 620/5.16,3           | 1135/14.15,0        | 2555  |
| 3.    | Малахов К.  | Иваново | 640/177        | 810/4.38,1           | 1015/14.55,0        | 2465  |

- Результаты по видам троеборья.

 Стрельба.
| Место | Спортсмен           | Результат | Очки |
| ----- | ------------------- | --------- | ---- |
| 1.    | Биритис С. · Рига   | 188       | 860  |
| 2.    | И. Тимофеев · Минск | 185       | 800  |
| 3.    | В. Решев · Иваново  | 183       | 760  |

 Плавание.
| Место | Спортсмен           | Результат | Очки |
| ----- | ------------------- | --------- | ---- |
| 1.    | А. Зуев · Ереван    | 3.47,9    | 1065 |
| 2.    | И. Сафаров · Ереван | 3.58,4    | 1010 |
| 3.    | Ю. Канышев · Киев   | 4.03,8    | 985  |

 Кросс.
| Место | Спортсмен                | Результат | Очки |
| ----- | ------------------------ | --------- | ---- |
| 1.    | И. Тимофеев · Минск      | 14.15,0   | 1135 |
| 2.    | И. Курвин · Рига         | 14.38,0   | 1066 |
| 3.    | А. Рамми · Эстония Тарту | 14.50,0   | 1030 |